# Yeso rojo
El yeso rojo es el nombre tradicional de un producto que se obtiene de modo artesanal del aljez, o yeso natural.

## Aplicaciones
Es un material muy apreciado en restauración, contiene pocas impurezas, menos que el yeso negro, es de color rojizo, y con él se da la última capa de enlucido, o capa de "acabado", en los paramentos de las edificaciones.

## Color
Presenta ese color rojizo debido a las impurezas de minerales ferrosos disueltos en las aguas que originaron la piedra de yeso de donde procede este material.

## Producción
Se elabora en la zona de Albarracín, España, empleando un antiguo sistema con el horno moruno.